# Bellingen, New South Wales
Bellingen är en ort i Australien. Den ligger i kommunen Bellingen och delstaten New South Wales, i den sydöstra delen av landet, omkring 410 kilometer nordost om delstatshuvudstaden Sydney.
Runt Bellingen är det glesbefolkat, med 11 invånare per kvadratkilometer.. Närmaste större samhälle är Urunga, omkring 12 kilometer sydost om Bellingen. 
I omgivningarna runt Bellingen växer i huvudsak städsegrön lövskog. Genomsnittlig årsnederbörd är 1 585 millimeter. Den regnigaste månaden är januari, med i genomsnitt 310 mm nederbörd, och den torraste är oktober, med 7 mm nederbörd.